# Pericallia nigroapicalis
Pericallia nigroapicalis är en fjärilsart som beskrevs av Schutz 1905. Pericallia nigroapicalis ingår i släktet Pericallia och familjen björnspinnare. Inga underarter finns listade i Catalogue of Life.